# بيتر سميث (منافس ألعاب قوى)
بيتر سميث (بالإنجليزية: Pieter Smith)‏ هو منافس ألعاب قوى جنوب أفريقي، ولد في 3 أبريل 1987 في آبنغتون ‏ في جنوب أفريقيا.

## وصلات خارجية
- بيتر سميث على موقع الاتحاد الدولي لألعاب القوى (الإنجليزية)
- بيتر سميث على موقع أوليمبيديا (الإنجليزية)